# Gaspard de la Mère de Dieu
Gaspard de la Mère de Dieu (mort en 1647) est un carme déchaux wallon, traducteur d'ouvrages caractéristiques de la réforme thérésienne.

## Biographie
Gaspard de la Mère de Dieu est né à Tournai (Belgique) vers la fin du XVIe siècle. Entré dans la province wallo-belge des carmes déchaussés, il s'y voit confier certaines responsabilités, avant de mourir à Mons, en 1647, à un âge peu avancé.

## Postérité
Comme l'a mentionné Daniel de la Vierge-Marie dans son ouvrage sur les écrivains carmélitains, Gaspard a traduit en français des œuvres de carmes déchaux contemporains. D'une part, deux ouvrages en espagnol, d'Alphonse de Jésus-Marie (1565-1638), général de la Congrégation d'Espagne dans le premier quart du XVIIe siècle : le Manual de prelados (Alcala, 1621) et des Peligros y reparos de la perfección religiosa (2 volumes, Alcala, 1625-1626). Ces œuvres insistent sur l'observance religieuse, dans la perspective tracée par Nicolas Doria pour les déchaux espagnols. Gaspard a dédié le premier tome à Augustin Crulay, abbé de Saint-Ghislain; le second tome a paru après la mort du traducteur. D'autre part, un ouvrage en latin, du carme déchaux Ange de Saint-Joseph, Italien établi en Autriche, qui avait publié l'original à Munich en 1642. À travers cette traduction, Gaspard contribue à la diffusion de la spiritualité de Thérèse d'Avila et Jean de la Croix, à l'instar de son confrère Pierre de la Mère de Dieu, par exemple. Cette pratique de distribuer de courts textes de la réformatrice du Carmel, pour la méditation journalière tout au long de l'année, se retrouvera chez le carme belge Alphonse de la Mère des Douleurs, au début du XXe siècle.

### Écrits
- Le conseil spirituel des Prélats Réguliers; composé par le R. P. Alphonse de Jésus Maria, Général des Carmes Deschaussés, et maintenant traduit d'Espagnol en François..., Anvers, Verdussen, 1643.
- Sentences spirituelles tirées des Œuvres de la Séraphique Vierge Sainte Thérèse, et du vénérable Père Jean de la Croix, et distribuée pour tous les jours de l'année, par le P. Ange de S. Joseph, Carme Deschaussé, traduites du Latin en François..., Mons, s. n., 1644.
- Les Maximes pernicieuses, qui détruisent la perfection et la paix Religieuse; composé par le R. P. Alphonse de Jésus Maria, Général des Carmes Deschaussés, et nouvellement traduit d'Espagnol en François..., tome I, Mons, François Stièvenard, 1645; tome II, Mons, François Stièvenard, 1648.

### Études
- J.-N. Paquot, « Gaspar de la Mère de Dieu », Mémoires pour servir l'histoire littéraire des dix-sept provinces des Pays-Bas, de la principauté de Liège, et de quelques contrées voisines, Louvain, Imprimerie Académique, t. III,‎ 1770, p. 47, col. 1.